# Stelis foederalis
Stelis foederalis là một loài Hymenoptera trong họ Megachilidae. Loài này được Smith mô tả khoa học năm 1854.

## Hình ảnh

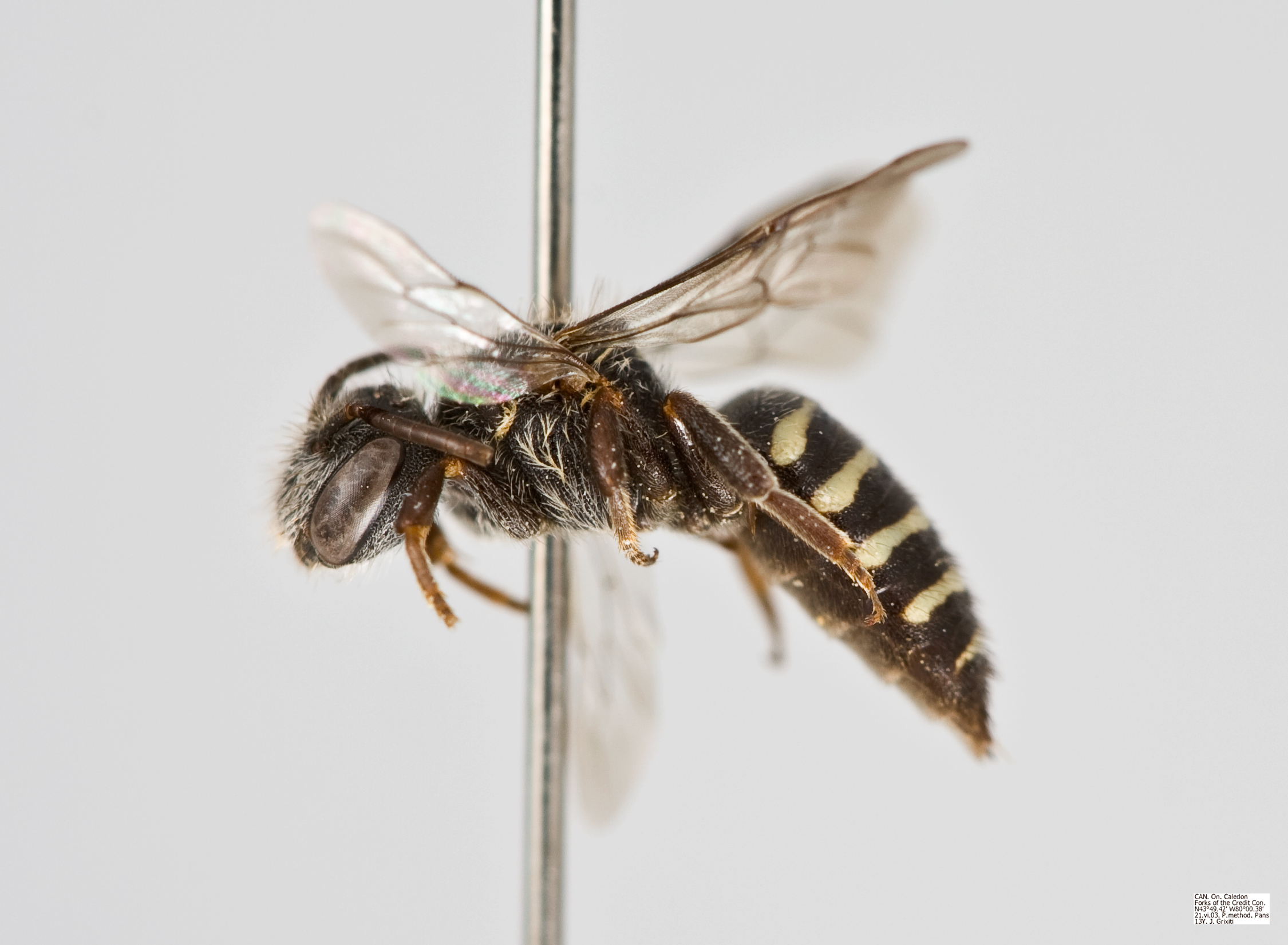